# Душан Јечменић
Душан Јечменић Јечменица (Губеревци, код Лучана, 8. новембар 1911 — Кошевине, код Пријепоља, 4. децембар 1943), учесник Народноослободилачке борбе и народни херој Југославије.

## Биографија
Рођен је 6. новембра 1911. године у селу Губеревци, код Лучана. Потицао је из земљорадничке породице и након завршетка основне школе је остао у селу у бавио се земољорадњом. Под утицајем млађег брата, Јеремије, који је био члан Комунистичке партије Југославије (КПЈ) добио је сазнања о радничком покрету и комунизму. Године 1940. постао је члан КПЈ и учествовао је свим акцијама које је КПЈ организовала у Драгачеву.
Након окупације Краљевине Југославије, априла 1941. године, заједно са братом укључио се у припремем оружаног устанка и стварања Народноослободилачког покрета (НОП) у Дргачеву и околини. Јула 1941. године, након формирања Чачанског партизанског одреда, постао је борац Прве драгачевске чете, а од октобра 1941. је био борац Драгачевског батаљона. У свим борбама, у којима је учествовао истицао се храброшћу. Посебно се истакао у току првог и другог напада на Краљево, 14. октобра 1941. године. У току другог напада, он је са својом десетином успео да продре у центар града, што је изненадило непријатеља и изазвало панику међу немачким војницима који су се до тада грчевито бранили. Упавши у зграду Суда у центру Краљева, Јечменић је са својом десетином присилио на предају два немачка официра и групу војника. Пошто су Немци успели да локализују пробој партизана, свом силином су се бацили на зграду Суда. Увидевши то, Јечменица је одлучио да се са својом десетином повуче преко Ибра, што му је и успело, па се вратио у свој батаљон. За успомену из те борбе понео је парабелум једног од заробљених немачких официра, као и њихове официрске ознаке и амблеме.
Током током Прве непријатељске офанзиве у западној Србији, истицао се у борбама на Трешњевици, код Ужица, у Пожеги и Прањанима, где је био лакше рањен у руку. Приликом повлачења партизанских одреда у Санџак, налазио се у саставу Друге чете Чачанског партизанског батаљона. Овај батаљон је 1. марта 1942. године ушао у састав тада формиране Друге пролетерске ударне бригаде. У овој бригади је био најпре водник, потом заменик командира чете и командир Друге чете. Био је храбар борац, који се истицао у борбама, а посебно у извршавању специјалних задатака.
Као вођа бомбаша, маја 1942. године истакао се у уништењу италијанских бункера, на Деву код Фоче. Такође, са групом бомбаша се пробио до италијанских артиљеријских положаја испод брда Ђедева, где су се налазили италијански артиљеријски положаји. Приликом напада на Прозор, фебруара 1943. године, неприметно је довео вод Друге чете на железничку станицу и засуо је бомбама, а затим вод повео у јуриш. У борбама на Мањачи, Грахову и обранцима Динаре био је добровољац за решавање критичних ситуација.
У бици на Неретви, у борбама на брду Хумићу, код Фоче, приликом борбе прса у прса, са својом бомбашком групом осуо је бомбе по најосетљивијим деловима непријатеља, и тако допринео општем успеху Друге пролетерске ударне бригаде. У бици на Сутјесци, био је постављен за заменика команданта батаљона, али је убрзо био тешко рањен. Након опоравка, вратио се на дужност заменика команданта Другог батаљона Друге пролетерске бригаде. На тој дужности је погинуо током Пријепољске битке 4. децембра 1943. године, у борби с Немцима у близини села Кошевине, код Пријепоља.
Указом Президијума Народне скупштине Федеративне Народне Републике Југославије, 20. децембра 1951. године, проглашен је за народног хероја.
У току Народноослободилачког рата страдао је и његов млађи брат Јеремија Јечменић (1914—1942), који је у био организатор устанка у Драгачаву, а потом позадински радник — одборник Среског Народноослободилачког одбора у Гучи и члан Среског повереништва КПЈ. Убијен је од стране четника Драже Михаиловића 25. јануара 1942. године, као илегалац у селу Вича, код Лучана.